# Бјар (Сома)
Бјар (фр. Biarre) насеље је и општина у североисточној Француској у региону Пикардија, у департману Сома која припада префектури Мондидје.
По подацима из 2011. године у општини је живело 67 становника, а густина насељености је износила 27,92 становника/km². Општина се простире на површини од 2,4 km². Налази се на средњој надморској висини од 89 метара (максималној 91 m, а минималној 81 m).

## Демографија
| 1962. | 1968. | 1975. | 1982. | 1990. | 1999. | 2011. |
| ----- | ----- | ----- | ----- | ----- | ----- | ----- |
| 37    | 47    | 53    | 54    | 65    | 71    | 67    |

График промене броја становника у току последњих година